# France Télévisions
France Télévisions (з 2018 стилізовано як france·tv) — французький національний суспільний телевізійний мовник. Утворена в результаті інтеграції громадських телеканалів France 2 (раніше Antenne 2) і France 3 (раніше France Régions 3), до яких пізніше приєдналися юридично незалежні канали France 4 (раніше Festival), France 5 (раніше La Cinquième) і France Info.
Фінансується Казначейством Франції та прибутком від комерційної реклами. Новий закон про суспільне мовлення передбачає поетапне припинення комерційної реклами на суспільних телеканалах (спочатку у вечірній час, потім поступово протягом дня).
Мовник підтримує ініціативу Hybrid Broadcast Broadband TV (HbbTV), яка просуває та встановлює відкритий європейський стандарт для гібридних приставок для прийому трансляції телевізійного телебачення та широкосмугових мультимедійних додатків з єдиним інтерфейсом користувача, і вибрала HbbTV для інтерактивних новин, спортивних і погодних служб, а також планує додати можливість наздоганяючого телебачення та обміну інформацією в соціальних мережах.

## Історія
З 1964 по 1975 рік французьке радіо і телебачення було монополізовано через організацію Office de Radiodiffusion Télévision Française. З метою стимулювання конкуренції організація була розділена в 1975 році на три телевізійні канали — TF1, Antenne 2 і FR3, котрі як і раніше належали французькому уряду, але керувалися незалежно один від одного. Однак продаж TF1 компанії Bouygues у 1987 році та посилення конкуренції з боку інших нових приватних мовників (таких як Canal+ і La Cinq, останній був замінений громадським каналом La Cinquième після того, як він припинив трансляцію в квітні 1992 року) призвели до зниження глядацької аудиторії на 30% в двох публічних каналів, що залишилися, між 1987 і 1989 роками. Однак канали були врятовані, коли єдиний генеральний директор був призначений керувати як Antenne 2, так і FR3, що дало заснувати організацію France Télévision. У 1992 році вони були перейменовані на France 2 і France 3 відповідно.
У серпні 2000 року було створено France Télévisions SA як холдингову компанію для громадських телевізійних каналів Франції, яка поглинула контроль над France 2, France 3 і La Cinquième (пізніше перейменовано на France 5). У 2004 році Réseau France Outre-mer був поглинений France Télévisions. Починаючи з 2008 року, президент Франції взяв на себе обов’язок призначати президентів французьких суспільних мовників, які були раніше номіновані Conseil supérieur de l'audiovisuel. У 2013 році за правління Франсуа Олланда раніше прийнятий закон було змінено, щоб повернути повноваження призначати президентів або французькі громадські мовники до Conseil supérieur de l'audiovisuel.

## Телеканали

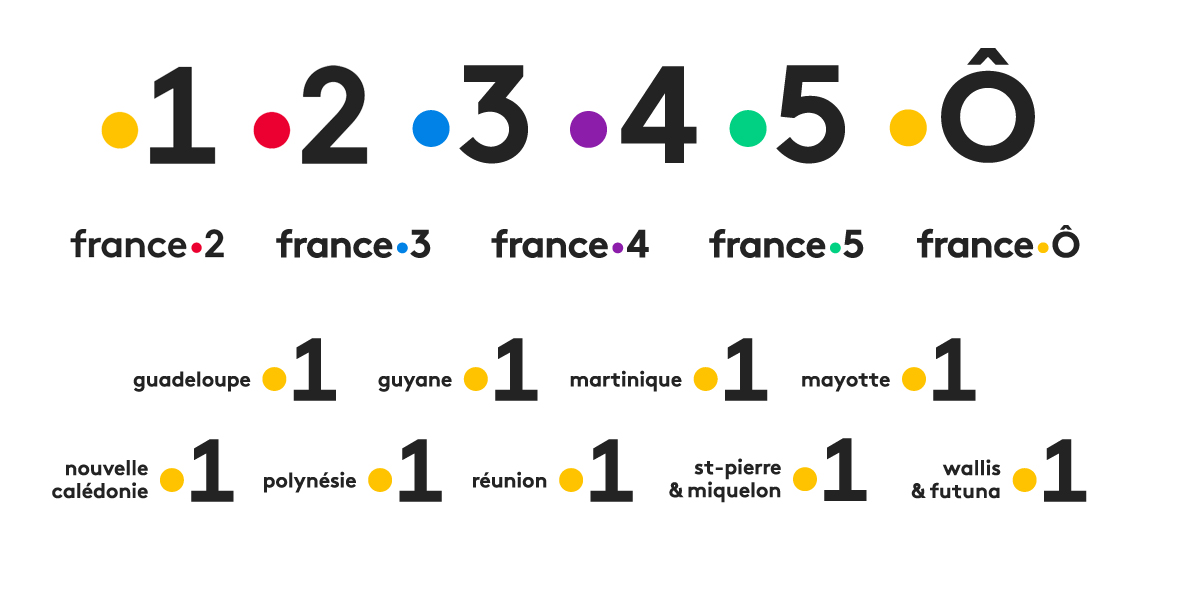
Логотипи телеканалів France Télévisions (2018-2020)

- France 2 — основний канал компанії з другою за величиною аудиторією.
- France 3 — другий канал компанії, що складається з мережі регіональних станцій.
- France 4 – доступний лише на цифровому телебаченні. Попередня назва «Festival» (1996–2005), за якої спеціалізувався на театрі, опері, франкомовній та іншій драматургії європейського походження. Зараз це канал, що містить дитячі програми, спорт, ситкоми, мистецтво, музику та розваги.
- France 5 – фокусується на суспільних питаннях (охорона здоров’я, освіта, політика...) з ток-шоу та культурою з документальними фільмами.
- France Info — канал з цілодобовими новинами, працює за підтримки Radio France, France Médias Monde[en] та Institut national de l'audiovisuel[en].
- Culturebox — культурний канал, який був запущений 1 лютого 2021 року і замінив France Ô на каналі TNT 19.[5]

### Телеканали, що належать не тільки France Télévisions
| Канал          | Частка France Télévisions | Частка каналів з непрямим впливом | Частка інших каналів                                                                                         |
| -------------- | ------------------------- | --------------------------------- | --- |
| Gulli (раніше) | 34%                       |                                   | Groupe M6 — 66%                                                                                              |
| Mezzo          | 20%                       | France Télémusique — 20%          | Lagardère Active — 60%                                                                                       |
| Planète+ Crime | 34%                       |                                   | Canal+ Thématiques (Groupe Canal+)                                                                           |
| TV5 MONDE      | 12.58%                    | ARTE — 3.29%                      | - France Médias Monde — 49% - RTS — 11.11% - RTBF — 11.11% - CBC — 6.67% - Télé-Québec — 4.44% - INA — 1.74% |
| Euronews       | 24.05%                    |                                   | - RAI — 21.65% - RTVE — 18.81% - ВДТРК — 16.06% - SRG SSR — 9.20% - Інші — 10.23%                            |
| ARTE           |                           | Arte France — 50%                 | Arte Deutschland TV GmbH — 50%                                                                               |

France Télévisions 100%-во володіє France Télémusique SAS.
France Télévisions володіє 45% холдингової компанії Arte France разом з Французькою державою (25%), Radio France (15%) та INA (15%). Arte France і Arte Deutschland утворюють консорціум Arte, який керує двомовним франко-німецьким каналом (Arte ділиться своїм аналоговим каналом із France 5, але обидва канали мають окремі постійні послуги на кабельному, супутниковому та цифровому мовленні).

## Попередні логотипи

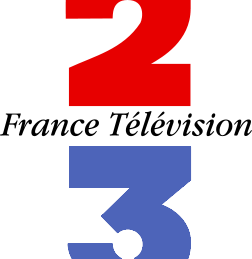
Перший логотип France Télévisions з 1992 по 2000
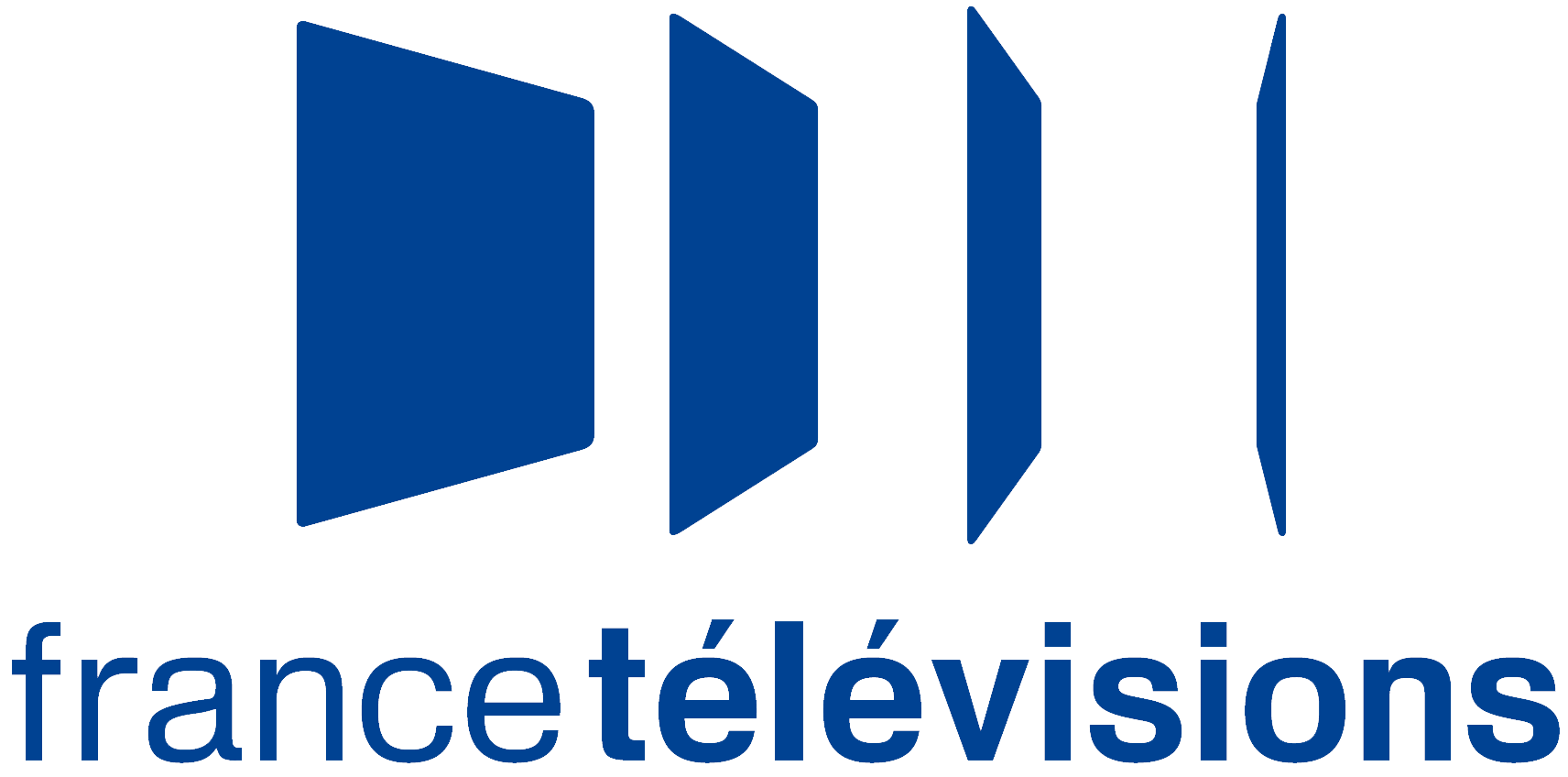
Третій логотип France Télévisions з 2002 по 2008
Четвертий логотип France Télévisions з 2008 по 2011
Шостий логотип France Télévisions з 2012 по 2018